# Castaño del Robledo

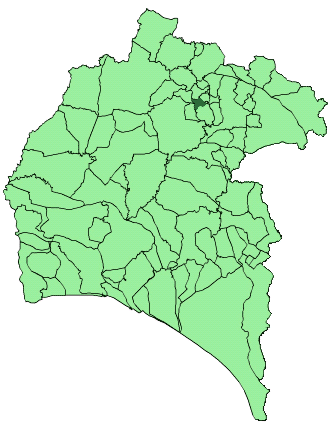
Bản đồ Castaño del Robledo, Huelva

Castaño del Robledo là một thị trấn và đô thị ở tỉnh Huelva, Tây Ban Nha. Dân số năm 2024 là 226 người và diện tích 13 km² với mật độ 15,8 người/km². Đô thị này nằm ở độ cao 738m trên mực nước biển, cách tỉnh lỵ Huelva 113 km.